# Ямковой, Григорий Тихонович
Ямковой Григорий Тихонович (22 апреля 1911, Вороновка, Киевская губерния — 17 сентября 2004, Кривой Рог, Днепропетровская область) — советский учёный в области горного дела, горный инженер-электромеханик. Доктор технических наук (1973), профессор (1974).

## Биография
Родился 22 апреля 1911 года в селе Вороновка Ольшанской волости (ныне в Городищенском районе Черкасской области).
В 1925—1931 годах — помощник мастера на заводе «Пневматик». В 1936 году окончил Криворожский горнорудный институт. В 1936—1937 годах — механик шахты № 9 шахтоуправления имени Ф. Э. Дзержинского в Кривом Роге. В 1937—1941 годах — научный сотрудник в Научно-исследовательском горнорудном институте (НИГРИ) в Кривом Роге.
С 1 декабря 1938 года в Красной армии. Участник Великой Отечественной войны в 379-м артиллерийском полку 147-й стрелковой дивизии, младший лейтенант.
В 1944—1957 годах — старший научный сотрудник, руководитель лаборатории механизации горных работ в НИГРИ.
В 1957—1988 годах — доцент, профессор, заведующий кафедрой сопротивления материалов и теоретической механики в Криворожском горнорудном институте.
Умер 17 сентября 2004 года.

## Научная деятельность
Специалист в области теории и промышленности воздуха высокого давления в горнодобывающей отрасли. Автор более 80 научных трудов.

### Научные труды
- Насосные агрегаты и типы полков для откачки шахт Криворожского бассейна // Горный журнал. — 1944. — № 1—2 (январь). — С. 33—37.
- Об утечке воздуха в воздухопроводных сетях Криворожского бассейна // Горный журнал. — 1945. — № 9 (сентябрь). — С. 33.
- Выбор основных параметров при бурении горных пород // Горный журнал. — 1968. — № 4 (апрель).
- Влияние повторных ударов на предел прочности горных пород и руд // Горный журнал. — 1970. — № 5 (май).
- Влияние давления воздуха и крепости горных пород и руд Кривбасса на буримость // Разработка рудных месторождений : журн. — 1972. — Вып. 14.